# Ugljevička Obrijež
Ugljevička Obrijež (en serbe cyrillique : Угљевичка Обријеж) est un village de Bosnie-Herzégovine. Il est situé dans la municipalité d'Ugljevik et dans la république serbe de Bosnie. Selon les premiers résultats du recensement bosnien de 2013, il compte 987 habitants.

## Géographie
Ugljevička Obrijež est située dans la région de Semberija. Le village portait autrefois le nom de Donji Ugljevik et il faisait partie de la communauté locale de Stari Ugljevik.

## Démographie

### Répartition de la population par nationalités (1991)
En 1991, le village comptait 934 habitants, répartis de la manière suivante, :